# Ray Cummings
Raymond King Cummings (geboren am 30. August 1887 in New York City; gestorben am 23. Januar 1957 in Mount Vernon, New York) war ein amerikanischer Autor von Science-Fiction- und Detektivgeschichten in der Ära der Pulp-Magazine.

## Leben
Cummings war der Sohn einer wohlhabenden New Yorker Familie. Er begann ein Studium an der Princeton University, ging aber schon nach zwei Monaten mit seiner Familie nach Puerto Rico, wo sein Vater eine Orangenplantage besaß. In seiner Jugend arbeitete er auf Ölfeldern in Wyoming und in Minen in British Columbia und Alaska. Von 1914 bis 1919 war er Herausgeber verschiedener Zeitschriften bei Thomas A. Edison und schrieb in dieser Zeit seine erste SF-Erzählung, The Girl in the Golden Atom, die im März 1919 bei All-Story Weekly erschien. Es folgten sechs Fortsetzungen unter dem Titel The People of the Golden Atom und 1922 fasste er alle Teile zu einem Fix-up zusammen.
Die Geschichte handelt von einer Reise in die Welt der Atome. Entsprechend einem populären Verständnis des Bohrschen Atommodells gleicht das Atom einem kleinen Sonnensystem, in dem der Atomkern der Sonne entspricht und die den Kern umkreisenden Elektronen den Planeten entsprechen. Der Held von Cummings’ Erzählung kann durch Gebrauch einer Verkleinerungsdroge einen solchen, tatsächlich von intelligenten Wesen bewohnten Planeten besuchen und dort seine Abenteuer erleben. Die Erzählung war seinerzeit ein großer Erfolg und man beschrieb den Autor enthusiastisch als einen „amerikanischen H. G. Wells“. Es wurde festgestellt, dass ein solcher Vergleich auf einer ironischen Ebene völlig zutreffend ist, insofern zwischen Wells’ Reise durch die Zeit und Cummings’ Reise in die Atomwelt sehr weitgehende strukturelle Parallelen bestehen. The Girl in the Golden Atom (Matter) bildet zusammen mit zwei seitdem nicht wieder aufgelegten Romanen (Space) und einer Gruppe von drei Romanen (Time), in denen es um Zeitreisen geht, den sehr lose zusammenhängenden Zyklus Matter, Space and Time.
In der Folge wurde Cummings einer der produktivsten Autoren der Pulp-Ära, auch wenn über die Zahl der von ihm publizierten Storys keine Klarheit besteht. John Clute zufolge soll er unter verschiedenen Pseudonymen und in verschiedenen Genres über 750 Storys veröffentlicht haben. R. D. Mullen zählt dagegen 134 SF-Erzählungen, von denen 22 vom Umfang her Romane oder Novellen sind. Klar ist jedenfalls, dass die Zahl groß ist und auch, dass Cummings über einen langen Zeitraum als Autor präsent war, nämlich von 1919 bis Ende der 1950er Jahre, also gut vier Jahrzehnte.
Kritiker seiner Arbeit vermissten allerdings in dieser langen Zeit die Entwicklung, sowohl was die schriftstellerische Technik als auch was die Rezeption wissenschaftlich-technischen Fortschritts betraf. Auf diesen Mangel wird auch zurückgeführt, dass Cummings der Sprung von der Magazin- zur Buchpublikation kaum gelang. Es erschienen kaum Sammelbände seiner Storys und seine längeren Erzählungen erschienen als Magazinserie und dann lange Zeit nicht. Erst im Laufe der in den 1960er Jahren beginnenden Pulp-Nostalgie wurden seine Romane als Buch aufgelegt, oft über 40 Jahre nach ihrem Erstdruck.
Diesen Mängeln zum Trotz können, wie John Clute feststellt, seine zahlreichen Beiträge heute in ihrem Kontext als durchaus ehrenwert und fruchtbar anerkannt werden und der Anteil ihres Autors an der Geschichte der SF kann als gesichert gelten.
Zudem sind einige der inzwischen zur Standardausstattung der SF gehörenden Konzepte und Gerätschaften von Cummings’ erstmals verwendet worden, so zum Beispiel die künstliche Schwerkraft.
In einer Zeit bereits abnehmenden Erfolges in den 1940er Jahren arbeitete Cummings mit seiner Tochter Betty zusammen und verfasste das Skript für eine Reihe der frühen Captain America-Comics, wobei er auch Material aus Princess of the Atom wiederverwertete.
2010 wurde Cummings postum der First Fandom Hall of Fame Award verliehen.

## Bibliografie

### Serien
Matter, Space and Time
- The Girl in the Golden Atom (in: All-Story Weekly, March 15, 1919; Romanfassung als: The People of the Golden Atom, 6 Teile in: All-Story Weekly, January 24, 1920 ff.; Buchfassung: The Girl in the Golden Atom, 1922, auch als: The People of the Golden Atom, 1940)
- The Fire People (5 Teile in: Argosy All-Story Weekly, October 21, 1922 ff.)
  - Deutsch: Merkur in Flammen. Übersetzt von Herbert Maurin. Semrau (Der Weltraumfahrer #8), 1958.
- The Shadow Girl (1922)
  - Deutsch: Schatten der Zukunft. Übersetzt von Helmut Bittner und Edith Bittner. Pabel (Utopia Zukunftsroman #203), 1959.
- The Man Who Mastered Time (5 Teile in: Argosy All-Story Weekly, July 12, 1924 ff.)
- Princess of the Atom (6 Teile in: Argosy All-Story Weekly, September 14, 1929 ff.)
- The Exile of Time (4 Teile in: Astounding Stories, April 1931 ff.)
  - Deutsch: Besucher aus dem Jahre X. Übersetzt von Walter Brumm. Heyne SF&F #3174, 1970, DNB 456305661.

Tubby Maguire (Kurzgeschichten)
- The Light Machine (in: All-Story Weekly, June 19, 1920)
- The Man Who Discovered Nothing (in: All-Story Weekly, January 10, 1920)
- Moon Madness (in: Argosy All-Story Weekly, April 23, 1921)
- The Gravity Professor (in: Argosy All-Story Weekly, May 7, 1921)
- The Time Professor (in: Argosy All-Story Weekly, January 8, 1921)
- Around the Universe (6 Teile in: Science and Invention, July 1923 ff.)
- The Thought Machine (in: Argosy All-Story Weekly, May 26, 1923)
- The Three Eyed Man (in: Argosy All-Story Weekly, July 7, 1923)
- The Space-Time-Size Machine (in: Thrilling Wonder Stories, October 1937)
- The Man Who Saw too Much (in: Thrilling Wonder Stories, October 1938)
- World Upside Down (in: Thrilling Wonder Stories, December 1940)
- Tubby—Time Traveler (in: Thrilling Wonder Stories, December 1942)
- Tubby – Atom Smasher (in: Thrilling Wonder Stories, August 1943)
- Battle of the Solar System (in: Thrilling Wonder Stories, Spring 1944)
- The Gadget Girl (in: Thrilling Wonder Stories, Fall 1944; auch: Gadget Girl, 2013)
- Tubby – Master of the Atom (in: Thrilling Wonder Stories, Fall 1946)
- Up and Atom (in: Startling Stories, September 1947)

Tama (Romane)
- 1 Tama of the Light Country (3 Teile in: Argosy, December 13, 1930 ff.)
- 2 Tama, Princess of Mercury (4 Teile in: Argosy, June 27, 1931 ff.)

Gregg Haljan (Romane)
- 1 Brigands of the Moon (4 Teile in: Astounding Stories of Super-Science, March 1930 ff.)
  - Deutsch: Raub auf Sternenstrassen. Übersetzt von Heinz Zwack. Widukind-Verlag, Balve i.W. 1958, DNB 770217931. Auch als: Banditen vom Mond. Übersetzt von Gerhard Ledig. Pabel (Utopia-Großband #114), 1959.
- 2 Wandl, the Invader (4 Teile in: Astounding Stories, February 1932 ff.)

Crimes of the Year 2000 (Kurzgeschichten)
- 1 Crimes of the Year 2000 (in: Detective Fiction Weekly, July 6, 1935)
- 2 Studio Crime (in: Detective Fiction Weekly, July 20, 1935; auch: Crimes of the Year 2000: No. 2, The Television Alibi, 1942)
- 3 Death in the Fog Tower (1935, in: Detective Fiction Weekly, August 03, 1953; auch: Crimes of the Year 2000 – Fog Tower, 1945)

Robot Saga (Kurzgeschichten)
- 1 Decadence (in: Thrilling Wonder Stories, December 1941)
- 2 Fugitive (in: Thrilling Wonder Stories, February 1942)
- 3 Regenaration (in: Thrilling Wonder Stories, April 1942)

### Romane
- The Man on the Meteor (14 Teile in: Science and Invention, January 1924 ff.)
  - Deutsch: Im Banne des Meteors. Übersetzt von Burkhardt W. Jülkenbeck. Semrau (Der Weltraumfahrer #7), 1958.
- Tarrano the Conqueror (14 Teile in: Science and Invention, July 1925 ff.)
- Explorers Into Infinity (3 Teile in: Weird Tales, April 1927 ff.; auch: The Giant World, 1928)
  - Deutsch: Eroberer der Unendlichkeit. Übersetzt von Birgit Reß-Bohusch. Heyne SF&F #3712, 1969.
- Beyond the Stars (3 Teile in: Argosy All-Story Weekly, February 11, 1928 ff.)
- A Brand New World (6 Teile in: Argosy All-Story Weekly, September 22, 1928 ff.)
  - Deutsch: Der rote Wahnsinn. Pabel (Utopia Zukunftsroman #433), 1965.
- The Sea Girl (6 Teile in: Argosy All-Story Weekly, March 2, 1929 ff.)
- The Snow Girl (4 Teile in: Argosy, November 2, 1929 ff.)
- The Jungle Rebellion (6 Teile in: Argosy, October 31, 1931 ff.)
- The Insect Invasion (5 Teile in: Argosy, April 16, 1932 ff.)
- The Fire Planet (3 Teile in: Argosy, September 23, 1933 ff.)
- Flood (3 Teile in: Argosy, July 28, 1934 ff.)
- Beyond the Vanishing Point (1958)
- The Phantom Detective: Murder Trail (Phantom Detective #85, 1965)
- Into the 4th Dimension (1981)
- The White Invaders (2007)

### Sammlungen
- Tales from the Scientific Crime Club (1925)
- Fire People and Around the Universe (1992)
- Wings of Horror and Other Stories (2011)
- The Ray Cummings Megapack (2013)
- Thrilling Mystery Stories (2014)
- War-Nymphs of Venus: The Complete Planet Stories Tales (2016)
- The Girl and the People of the Golden Atom (2019)

### Kurzgeschichten
1919:
- The Other Man’s Blood (in: All-Story Weekly, October 18, 1919)

1920:
- The Thought Girl (2 Teile in: Live Stories, May 1920 ff.)
- The Big Idea (in: Argosy, July 10, 1920)
- The Soul of Henry Jones (in: Argosy All-Story Weekly, August 21, 1920)

1921:
- The Other Road (in: Live Stories, January 1921)
- The Spirit Photograph (in: Argosy All-Story Weekly, February 12, 1921)
- The Curious Case of Norton Hoorne (in: Argosy All-Story Weekly, April 2, 1921)
- The Magic Pencil (in: Munsey’s Magazine, September 1921)

1922:
- The Peppermint Test (in: Argosy All-Story Weekly, June 24, 1922)
- T. McGuirk Steals a Diamond (in: Black Mask, December 1922)

1926:
- Into the Fourth Dimension (9 Teile in: Science and Invention, September 1926 ff.)

1927:
- They Hanged a Phantom for Murder (in: Ghost Stories, January 1927)

1930:
- Phantoms of Reality (in: Astounding Stories of Super-Science, January 1930)
- The Man Who Was Two Men (2 Teile in: Argosy, February 8, 1930 ff.)
- Jetta of the Lowlands (3 Teile in: Astounding Stories of Super-Science, September 1930 ff.)
- The Mark of the Meteor (1930, in: Wonder Stories Quarterly, Winter 1931)

1931:
- The Great Transformation (in: Wonder Stories, February 1931)
- Beyond the Vanishing Point (in: Astounding Stories, March 1931)
- Bandits of the Cylinder (in: Argosy, August 29, 1931)
- The Derelict of Space (in: Wonder Stories Quarterly, Fall 1931; mit William T. Thurmond)
- The Dead Who Walk (in: Strange Tales of Mystery and Terror, September 1931)
  - Deutsch: Leichen. Übersetzt von Ernst Heyda. In: Werner Star (Hrsg.): Luther’s Grusel + Horror Cabinet 10. Luther, 1972.
- Flyer of Eternal Midnight (in: Argosy, October 3, 1931)
- The White Invaders (in: Astounding Stories, December 1931)

1932:
- The Disappearance of William Roger (in: Argosy, January 9, 1932)
- Death by the Clock (in: Argosy, August 6, 1932)
- Rats of the Harbor (2 Teile in: Argosy, December 24, 1932 ff.)

1933:
- Terror of the Unseen (in: Argosy, November 4, 1933)

1934:
- Brigands of the Unseen (in: Argosy, January 27, 1934)
- Earth-Mars Voyage 20 (in: Argosy, October 20, 1934)

1935:
- The Moon Plot (in: Argosy, February 16, 1935)
- The House of Doomed Brides (in: Terror Tales, February 1935)
- When Ghouls Come Seeking! (in: Horror Stories, February 1935)
- The Polar Light (in: Argosy, April 13, 1935)
- Death’s Frozen Brides (in: Terror Tales, April 1935)
- The Man Who Taught Terror (in: Dime Mystery Magazine, April 1935)
- Moonlight and Jungle (in: Dime Mystery Magazine, June 1935)
- Woman-Monster (in: Horror Stories, July 1935)
- Madman’s Ghost (in: Terror Tales, August 1935)
- Horror Ship (in: Thrilling Mystery, October 1935)

1936:
- The Fiend of Sleepy Hollow (in: Thrilling Mystery, February 1936)
- Laugh and Die (in: Terror Tales, April 1936)
- Love Me and Die! (in: Horror Stories, April-May 1936)
- Guests of the Torturer (in: Terror Tales, May 1936)
- I Sleep with Terror (in: Terror Tales, June 1936)
- Mistress of the Black Pool (in: Horror Stories, June-July 1936; mit Gabrielle Cummings als Gabrielle Wilson)
- Cargo of Horror (in: Thrilling Mystery, July 1936)
- Blood of the Moon (in: Thrilling Wonder Stories, August 1936)
- Death’s Veterinary (in: Horror Stories, August-September 1936)
- Bridegroom from Hell (in: Terror Tales, September-October 1936)
- Island of the Dead (in: Thrilling Mystery, September 1936)
- Shadow Gold (in: Thrilling Wonder Stories, October 1936)
- Earth-Venus 12 (in: Thrilling Wonder Stories, December 1936; mit Gabrielle Cummings als Gabriel Wilson)
- Murder Haven (1936, in: Horror Stories, December 1936-January 1937)
- Trapped in Eternity (in: Thrilling Wonder Stories, December 1936)

1937:
- Death’s Dreadful Lover (in: Dime Mystery Magazine, January 1937)
- Water Madness (in: Horror Stories, February-March 1937)
- Elixir of Doom (in: Thrilling Wonder Stories, April 1937)
- Roaming Terror (in: Thrilling Mystery, April 1937)
- House of Horrible Laughter (in: Dime Mystery Magazine, May 1937)
- Tomorrow’s Terror (in: Terror Tales, May-June 1937)
- The Fiend of Franklin Corners (in: Horror Stories, June-July 1937)
- The Thing Without a Name (in: Terror Tales, July-August 1937)
- Portrait of Dread Desire (in: Terror Tales, September-October 1937)
- The Horror at Black Glen (in: Dime Mystery Magazine, October 1937)
- Wings of Horror (in: Thrilling Mystery, November 1937)

1938:
- Home of the Winged Monster (in: Horror Stories, February-March 1938; mit Gabrielle Cummings als Gabriel Wilson)
- To the Victor I Belong (in: Horror Stories, February-March 1938)
- Cat-Woman (in: Terror Tales, May-June 1938)
- Corpse Magic (in: Thrilling Mystery, May 1938)
- The Blind Spot (in: The Phantom Detective, July 1938)
- Pendulum of Pain (in: Terror Tales, July-August 1938)
- Voyage 13 (in: Astounding Science-Fiction, July 1938)
- I Paint Only Death (in: Horror Stories, August-September 1938)
- The Thing from Mars (in: Thrilling Wonder Stories, August 1938)
- Children of Hell (in: Dime Mystery Magazine, September 1938)
- Corpses Ride the Waves (in: Terror Tales, September-October 1938)
- X1–2-200 (in: Astounding Science-Fiction, September 1938)
- Case of the Exploding Men (in: Strange Detective Mysteries, November-December 1938)
- The Sculptor from Hell (in: Terror Tales, November-December 1938)
- The Great Adventure (in: Thrilling Wonder Stories, December 1938)

1939:
- The Case of the Faceless Corpses (in: Strange Detective Mysteries, January-February 1939)
- Girls for the Devil’s Abattoir (in: Horror Stories, February-March 1939)
- Death Lives in My Lips (in: Terror Tales, March-April 1939)
- Murder Puppet (in: Terror Tales, March-April 1939; mit Gabrielle Cummings als Gabriel Wilson)
- The Nine Fingers of Doom (in: Strange Detective Mysteries, March-April 1939)
- Dance of Pain (in: Horror Stories, April-May 1939)
- Monster in the Nursery (in: Horror Stories, April-May 1939; mit Gabrielle Cummings als Gabriel Wilson)
- Zeoh-X (in: Thrilling Wonder Stories, April 1939)
- Brides for the Flame (in: Terror Tales, July-August 1939)
- Master of Werewolves (in: Terror Tales, July-August 1939; mit Gabrielle Cummings als Gabriel Wilson)
- Secret of the Sun (in: Thrilling Wonder Stories, August 1939)
- Soul of the Death Machine (in: Horror Stories, August-September 1939)
- An Ultimatum from Mars (in: Astounding Science-Fiction, August 1939)
- The Hags from Hell (in: Terror Tales, September-October 1939; mit Gabrielle Cummings als Gabriel Wilson)
- Portrait (in: Unknown, September 1939)
- Beware of Purple Flesh! (in: Horror Stories, October-November 1939)
- The Cult of the Dead (in: Strange Stories, October 1939; mit Gabrielle Cummings als Gabriel Wilson)
- The Damned May Dance with Satan (in: Terror Tales, November-December 1939)
- The Dead White Thing (in: Uncanny Tales, November 1939; als Ray King)
- Pawn of Hideous Desire (in: Uncanny Tales, November 1939)
- When Terror Beckons (in: Uncanny Tales, November 1939; mit Gabrielle Cummings als Gabriel Wilson)
- The Atom Prince (in: Science Fiction, December 1939)
- Lust Rides the Roller Coaster (in: Marvel Tales, December 1939; als Ray King)
- Shadow World (in: Thrilling Wonder Stories, December 1939)
- Death Cove (1939; als Ray King)

1940:
- The Girl From Infinite Smallness (in: Planet Stories, Spring 1940)
- The Man Who Killed the World (in: Planet Stories, Spring 1940; als Ray King)
- The Man Who Knew Everything (in: Strange Stories, February 1940)
- The Wind Monster Wants Me! (in: Sinister Stories, February 1940; mit Gabrielle Cummings als Gabriel Wilson)
- Ashes of Murder (in: Thrilling Mystery, March 1940; als Ray King)
- Blood-Brides of the Lusting Corpse (in: Uncanny Tales, March 1940; mit Gabrielle Cummings als Gabriel Wilson)
- I Am the Tiger Girl! (in: Horror Stories, March 1940; mit Gabrielle Cummings als Gabriel Wilson)
- Satan’s Virgin (in: Terror Tales, March 1940)
- Marriage of the Red Monster (in: Real Mystery Magazine, April 1940; als Ray King)
- Space-Liner X-87 (in: Planet Stories, Summer 1940)
- Arton’s Metal (in: Super Science Stories, May 1940)
- Corpses from Canvas (in: Horror Stories, May 1940; mit Gabrielle Cummings als Gabriel Wilson)
- Fresh Blood for My Bride (in: Uncanny Tales, May 1940; als Ray King)
- Monster of the Marsh (in: Uncanny Tales, May 1940; mit Gabrielle Cummings als Gabriel Wilson)
- Perfume of Dark Desire (in: Horror Stories, May 1940; als Ray King)
- When the Werewolf Howls (in: Horror Stories, May 1940)
- The Man Who Cast Two Shadows (in: Thrilling Mystery, July 1940)
- The Thought-Woman (in: Super Science Stories, July 1940)
- Tryst with Terror (in: Real Mystery Magazine, July 1940; als Ray King)
- Ice Over America (in: Thrilling Wonder Stories, August 1940)
- Revolt in the Ice Empire (in: Planet Stories, Fall 1940)
- The Machine That Had No Flaws (in: Startling Stories, September 1940)
- The Vanishing Men (in: Thrilling Wonder Stories, September 1940)
- Dr. Targo’s Last Experiment (in: Horror Stories, October 1940)
- Personality Plus (in: Astonishing Stories, October 1940)
- Forked Horror (in: Terror Tales, November 1940)
- Phantom of the Seven Stars (in: Planet Stories, Winter 1940)
- The Door at the Opera (in: Astonishing Stories, December 1940)
- Madman’s Murder Melody (in: Horror Stories, December 1940)
- Priestess of the Moon (in: Amazing Stories, December 1940)

1941:
- I’ll Have Your Eyes! (in: Terror Tales, January 1941; als Ray King)
- Space-Flight of Terror (in: Science Fiction, January 1941)
- I Married a Dead Man! (in: Horror Stories, February 1941)
- Magnus’ Disintegrator (in: Astonishing Stories, February 1941)
- The War-Nymphs of Venus (in: Planet Stories, Spring 1941)
- Almost Human (in: Super Science Novels Magazine, March 1941)
- Coming of the Giant Germs (in: Uncanny Stories, April 1941)
- Imp of the Theremin (in: Astonishing Stories, April 1941)
- New Flesh for Old (in: Horror Stories, April 1941)
- Space-Wolf (in: Planet Stories, Summer 1941)
- Onslaught of the Druid Girls (in: Fantastic Adventures, June 1941; auch: Druid Moon, 2017)
- Out of Smallness (in: Thrilling Wonder Stories, June 1941)
- The Robot God (in: Weird Tales, July 1941)
- Souvenir of Doom (in: Thrilling Mystery, July 1941)
- Aerita of the Light Country (in: Super Science Novels Magazine, August 1941)
- Machines of Destiny (in: Astonishing Stories, November 1941)
- Monster of the Asteroid (in: Planet Stories, Winter 1941)
- Monster of the Moon (in: Super Science Stories, November 1941)
- Bandits of Time (in: Amazing Stories, December 1941)
- The End of His Service (1941, in: Captain Future, Winter 1942)

1942:
- The Violin of Carito (in: Thrilling Mystery, January 1942)
- Gods of Space (in: Planet Stories, Spring 1942)
- The Shadow People (in: Astonishing Stories, March 1942)
- The Star-Master (in: Planet Stories, Summer 1942)
- Miracle (in: Astonishing Stories, June 1942)
- The World Beyond (in: Amazing Stories, July 1942)
- Rain of Fire (in: Future Combined with Science Fiction, August 1942)
- Beyond the End of Time (in: Super Science Stories, November 1942)

1943:
- Patriotism Plus (in: Future Fantasy and Science Fiction, February 1943)
- Star Arrow (in: Thrilling Wonder Stories, February 1943)
- The Flame Breathers (in: Planet Stories, March 1943)
- The Man from 2890 (in: Astonishing Stories, April 1943)
- The Golden Temple (in: Thrilling Wonder Stories, June 1943)
- Wings of Icarus (in: Startling Stories, June 1943)
- The Man Who Saved New York (in: Science Fiction Stories, July 1943)

1944:
- A Fragment of Diamond Quartz (in: Super Science Stories (Canadian), August 1944; als Ray P. Shotwell)

1945:
- Juggernaut of Space (in: Planet Stories, Fall 1945)

1947:
- The Lifted Veil (in: Weird Tales, May 1947)

1948:
- The Simple Life (in: Startling Stories, May 1948)
- Ahead of His Time (in: Thrilling Wonder Stories, June 1948)
- The Little Monsters Come (in: Planet Stories, Winter 1948)

1950:
- The Planet-Smashers (in: Out of this World Adventures, July 1950)

1952:
- Science Can Wait (in: Fantastic Story Magazine, Fall 1952)

1954:
- He Who Served (in: Fantastic Universe, September 1954)

1955:
- The Man Who Could Go Away (in: Fantastic Universe, July 1955)

1958:
- Requiem for a Small Planet (in: Saturn, March 1958)

1976:
- Betrothal of the Thing (1976, in: Robert Weinberg (Hrsg.): Death Orchids & Other Bizarre Tales; mit Gabrielle Cummings als Gabriel Wilson)

1977:
- Mistress of the Black God (1977, in: Robert Weinberg (Hrsg.): Satan’s Roadhouse; mit Gabrielle Cummings als Gabrielle Wilson, mit Gabrielle Cummings)

1993:
- The Case of the Frozen Corpse (1993, in: Robert Weinberg, Stefan Dziemianowicz und Martin H. Greenberg (Hrsg.): Tough Guys & Dangerous Dames)

2006:
- The Death Song (in: Lost Sanctum, #2 2006; als Ray King)

2010:
- Halfway to Horror (2010, in: Leo Margulies (Hrsg.): Thrilling Mystery, May 1936)

2011:
- The Case of the Mummified Corpses (2011, in: Ray Cummings: Wings of Horror and Other Stories)
- Flames of Horror (2011, in: Ray Cummings: Wings of Horror and Other Stories)
- The Gruesome Thing (2011, in: Ray Cummings: Wings of Horror and Other Stories; als Ray King)
- The Purple Head (2011, in: Ray Cummings: Wings of Horror and Other Stories)
- The Secret Grave (2011, in: Ray Cummings: Wings of Horror and Other Stories)

2013:
- The Scalpel of Doom (2013, in: The Pulp Fiction Megapack)
- Atom Boy (2013, in: Ray Cummings: The Ray Cummings Megapack)
- Dr. Feather in „A Shot in the Dark“ (2013, in: Ray Cummings: The Ray Cummings Megapack)
- Dr. Feather in „Clue in Crimson“ (2013, in: Ray Cummings: The Ray Cummings Megapack)
- Dr. Feather in „Murder in the Fog“ (2013, in: Ray Cummings: The Ray Cummings Megapack)
- Dr. Feather in „The Dead Man Laughs“ (2013, in: Ray Cummings: The Ray Cummings Megapack)
- The Fire People (2013, in: Ray Cummings: The Ray Cummings Megapack)
- Photograph of Death (2013, in: Ray Cummings: The Ray Cummings Megapack)
- Precipice (2013, in: Ray Cummings: The Ray Cummings Megapack)
- The Silver Veil (2013, in: Ray Cummings: The Ray Cummings Megapack)
- Stamp of Doom (2013, in: Ray Cummings: The Ray Cummings Megapack)
- Two Proposals (2013, in: Ray Cummings: The Ray Cummings Megapack)

2014:
- The Case of the Mummified Corpse (2014, in: Ray Cummings: Thrilling Mystery Stories)
- Castle of Horror (2014, in: Ray Cummings: Thrilling Mystery Stories)
- Fear Rides the Stars (2014, in: Ray Cummings: Thrilling Mystery Stories)
- The Thing in the Bottle (2014, in: Ray Cummings: Thrilling Mystery Stories)

2019:
- Ship of Doom (in: Black Infinity, Fall 2019)

### Anthologien
- Outpost Infinity / The White Invaders (2014; mit Raymond F. Jones)
- Two-Timers (2014; mit Malcolm Jameson)
- Gateway to Infinity / Around the Universe (2016; mit Milton Lesser)

### Comics (Skript)
- The Princess of the Atom (Captain America Comics, 1941 series, #25, April 1943, Marvel)
- The Princess of the Atom: Part II (Captain America Comics, 1941 series, #26, Mai 1943, Marvel)
- North of the Border (Captain America Comics, 1941 series, #27, Juni 1943, Marvel)
- The King of the Dinosaurs (Captain America Comics, 1941 series, #29, August 1943, Marvel)
- The Case of the “Phantom Engineer” (Captain America Comics, 1941 series, #29, August 1943, Marvel)
- The Case of the Headless Monster (Captain America Comics, 1941 series, #29, August 1943, Marvel)
- The Cylinder of Death (USA Comics, 1941 series, #10, September 1943, Marvel)
- The House of the Laughing Death (Captain America Comics, 1941 series, #30, September 1943, Marvel)
- The Case of the Yellow Fire Monster (All-Winners Comics, 1941 series, #11, Winter 1943–1944, Marvel)